# Paddington (Bakerloo, Circle and District lines)
Pour les articles homonymes, voir Paddington (homonymie).
Ne doit pas être confondu avec Paddington (Circle and Hammersmith & City lines).
Paddington est une station des lignes Bakerloo line, Circle line et District line du métro de Londres, en zone 1. Elle est située à Paddington dans la Cité de Westminster.
La station a été ouverte en 1868.
Elle permet des correspondances : métro de Londres avec la station Paddington (Circle and Hammersmith & City lines) desservie par les lignes : Circle line et Hammersmith & City line ; trains avec la gare de Paddington.

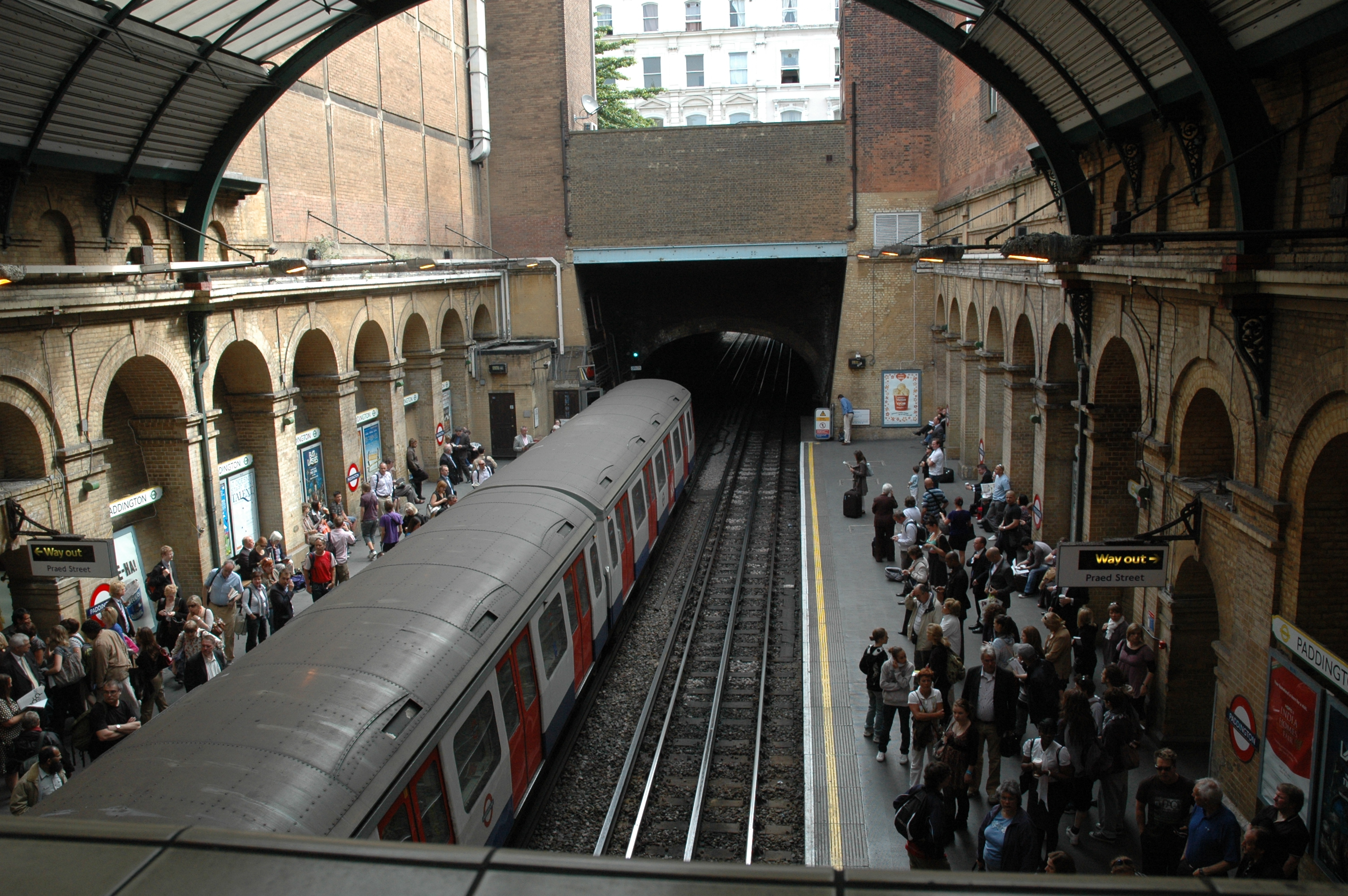
Plates-formes des lignes Circle et District regardant vers l'est en direction de la station Edgware Road.

## Histoire
Le 10 janvier 1863, la première ligne de métro du Metropolitan Railway fut mise en service entre Paddington et Farringdon sur un tronçon de 6 km. Cette ligne émergeait des tunnels au nord de la gare principale, au niveau d'une station connue pendant de nombreuses années sous le nom de Bishop's Road, avec une liaison avec les lignes principales de la Great Western Railway (GWR), ce qui permettait de faire circuler des trains réguliers sur la branche d'Hammersmith du GWR. Entre les années 1930 et la fin des années 1960, la ligne Metropolitan line et les services de banlieue du GWR se partageaient un groupe de quatre voies. Désormais, l'infrastructure du métro est totalement séparée et constitue la station de Paddington sur la Hammersmith & City line.
En 1868 la Metropolitan Railway ouvrit une nouvelle ligne vers Kensington, avec une station baptisée Praed Street dans une tranchée traversant cette rue depuis la gare principale. Cette station constitue la station Paddington des lignes Circulaire et District. Elle est reliée à la gare principale et à la ligne de Bakerloo par un passage piétonnier qui passe sous la Praed Street et l'hôtel Great Western.
Les stations en profondeur de la Baker Street & Waterloo Railway - maintenant dénommée Bakerloo line - furent ouvertes le 1er décembre 1913, avec leurs quais juste en dessous de la gare principale.

## À proximité
- Paddington